# Joseph M. White
Joseph Mills White (* 10. Mai 1781 im Franklin County, Virginia; † 19. Oktober 1839 in St. Louis, Missouri) war ein US-amerikanischer Politiker. Zwischen 1825 und 1837 vertrat er das Florida-Territorium als Delegierter im US-Repräsentantenhaus.

## Werdegang
Joseph White besuchte die öffentlichen Schulen seiner Heimat. Nach einem anschließenden Jurastudium und seiner Zulassung als Rechtsanwalt begann er in seinem neuen Beruf zu arbeiten. Im Jahr 1820 war er für kurze Zeit Attorney General von Kentucky. 1821 zog er nach Pensacola in der damals noch spanischen Kolonie Florida. Dort gehörte er dem territorialen Regierungsrat an und wurde als Oberst Kommandeur der Miliz. Im Jahr 1822 war White Mitglied einer Kommission, die die Landbesitzverhältnisse in Florida nach dem Übergang des Gebiets von Spanien an die Vereinigten Staaten analysierte.
Bei den Kongresswahlen des Jahres 1824 wurde White als Delegierter für das Florida-Territorium in den Kongress in Washington, D.C. gewählt, wo er am 4. März 1825 Richard Keith Call ablöste. Nach fünf Wiederwahlen konnte er bis zum 3. März 1837 sechs Legislaturperioden absolvieren. Diese waren seit 1829 von den Diskussionen um die Politik von Präsident Andrew Jackson bestimmt. Joseph White gehörte offiziell keiner Partei an, stand aber den Gegnern von Präsident Jackson nahe. Im Jahr 1836 wurde er nicht mehr wiedergewählt.
Nach seinem Ausscheiden aus dem US-Repräsentantenhaus verfasste White eine zweibändige Abhandlung unter dem Titel „New Collection of Laws, Charters, etc of Great Britain, France, and Spain Relating to Cessions of Lands with the Laws of Mexico“. Dabei ging es wieder um die juristische Geschichte des Landbesitzes. Im Jahr 1839 zog White nach St. Louis in Missouri, wo er als Rechtsanwalt arbeitete. Dort verstarb er am 19. Oktober desselben Jahres.  Er war der Schwiegersohn des Gouverneurs und US-Senators John Adair aus Kentucky.